# Moniek Darge

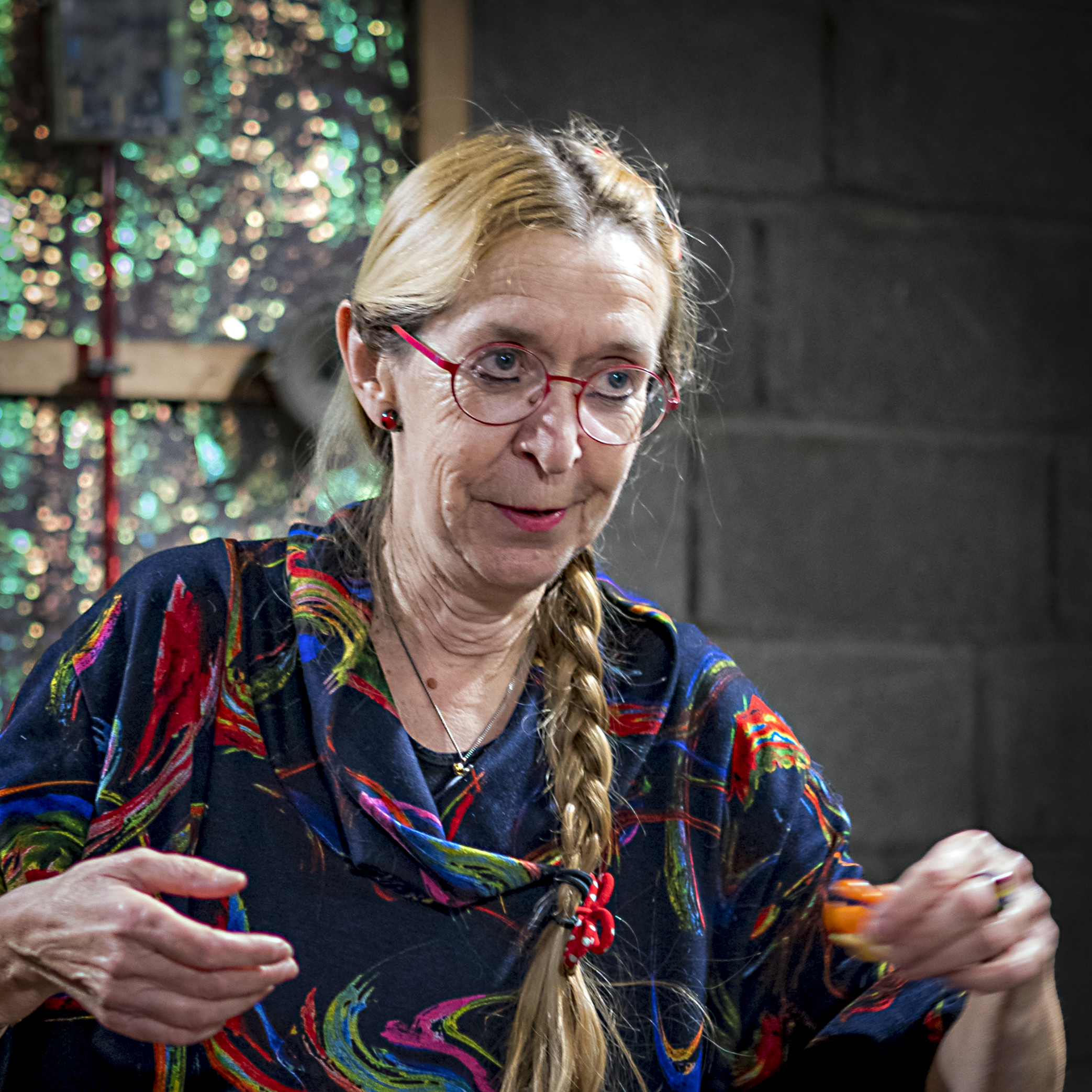
Moniek Darge (2021)

Moniek Darge (Brugge, 1952) is componist, violist en performer. Samen met Godfried-Willem Raes lag ze in 1968 aan de basis van de Stichting Logos, waaraan ze tot op vandaag verbonden is. 

## Biografie

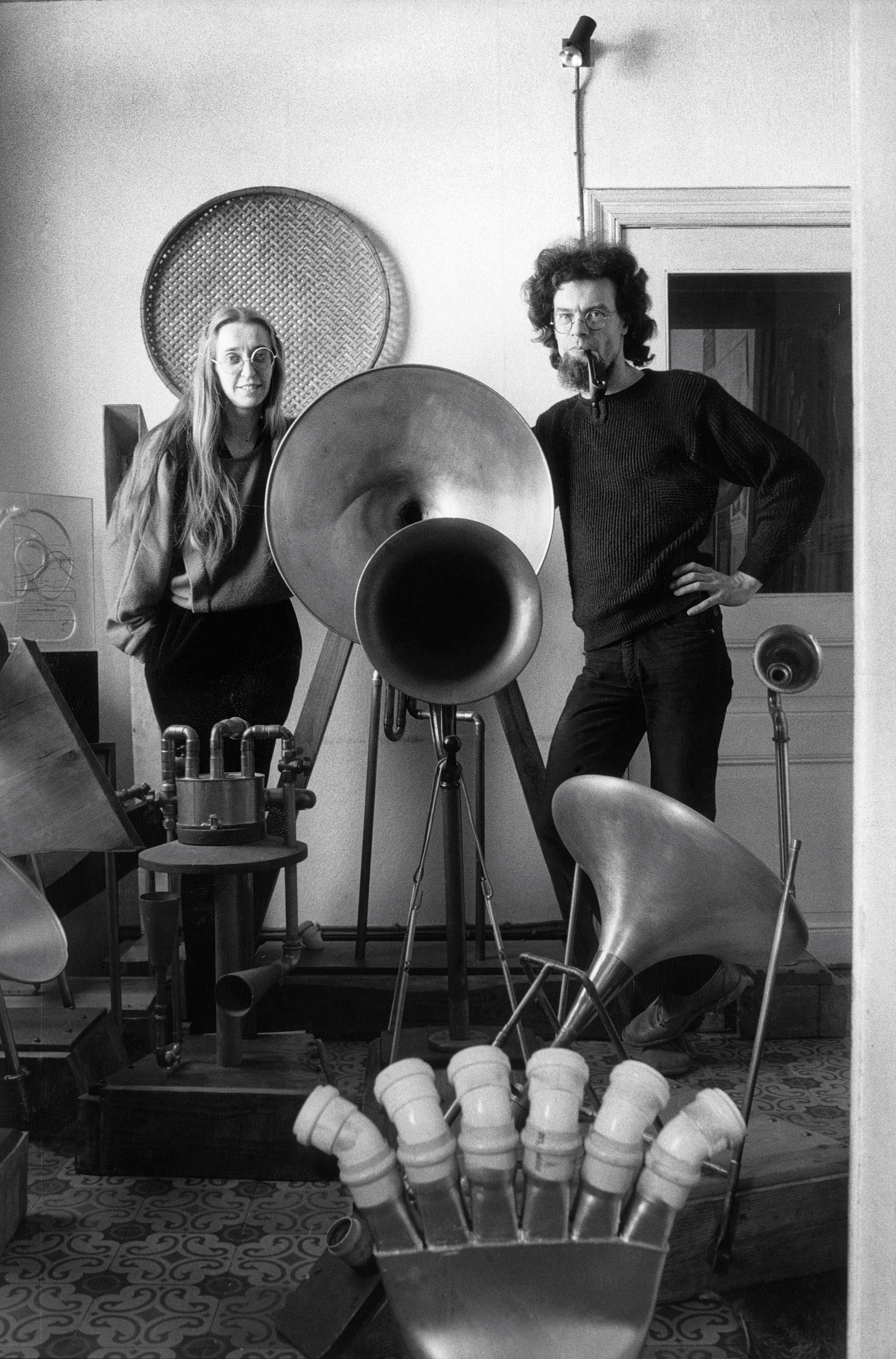
Moniek Darge & Godfried-Willem Raes / Logos Foundation - Gent (1983)

Darge genoot haar eerste muziekstudies aan het Muziekconservatorium van Brugge, waar ze lessen muziektheorie en viool volgde. Ze studeerde vervolgens schilderkunst aan de Koninklijke Academie voor Schone Kunsten (K.A.S.K.) te Gent en Kunstgeschiedenis, Filosofie en Moraalwetenschappen aan de Rijksuniversiteit te Gent. Moniek Darge ontplooide een veelzijdige carrière als componist, violist en performer.
In 1968 lag Moniek Darge samen met Godfried-Willem Raes aan de basis van de Logos groep, waar verder ook Mark De Smet, Emmy Meirlaen, Jean-Paul Van Bendegem en enkele andere gelijkgestemden deel van uitmaakten. Hun groep ontstond in de context van het Gentse studentenleven en tegen de achtergrond van het op dat ogenblik uiterst conservatorieve Koninklijk Muziekconservatorium van Gent. De groep, die zijn naam ontleende aan een compositie van Raes en waaruit de Stichting Logos groeide, streefde muzikale vernieuwing na en pleitte daarbij voor een aanzienlijke verruiming van het muziekbegrip. Dat streven omvatte de desacralisering van kunst, het aanmoedigen van de creativiteit van de muzikant (zowel amateur als professioneel), het ontwerpen en maken van eigen, nieuwe muziekinstrumenten en participatie van het publiek. Daarnaast pleitte de Logos groep voor een opheffing van de grenzen tussen kunst en leven, en tussen verschillende kunstvormen. Elk van die aspecten werkt ook door in het artistieke werk van Darge.
Sinds 1970 vormt Moniek Darge samen met Godfried Willem Raes het Logos Duo en ze is de drijvende kracht achter de groep Logos Vrouwen (Logos Women, sinds 1994). Ze maakt tevens deel uit van het ruimere Logos Ensemble en werkte in die hoedanigheid mee aan talloze producties van Stichting Logos, waaronder de straatopera ‘Rooie Niki’ van Godfried-Willem Raes (1998), waarin ze de hoofdrol vertolkte. Tussen 1970 en 1980 was Darge medeorganisator van tien mixed-media festivals. Ze nam ook het initiatief om zogeheten “Sonomobiel”-tentoonstellingen te organiseren, onder andere in de K.A.S.K. en het SMAK te Gent. In 1992 organiseerde ze het Japanse Performance Festival in Gent.  
Van 1994 tot 1997 organiseerde Darge een jaarlijks Internationaal Vrouwenfestival, met als doel jonge Vlaamse componisten, performers en uitvoerende musici in contact te brengen met hun buitenlands vrouwelijke collega’s.
Naast haar artistieke en organisatorische activiteiten was Moniek Darge tot 2012 als docent verbonden aan de Koninklijke Akademie voor Schone Kunsten en het Koninklijk Conservatorium te Gent (thans Hogeschool Gent), waar ze Etnische Muziek en Kunstgeschiedenis doceerde, naast diverse projectseminaries, hoofdzakelijk over beeldende kunst en muziek. Verder heeft ze heel wat journalistieke en literaire essays op haar naam staan.

## Werk[5][3]
In het artistieke werk van Moniek Darge zijn een viertal kernelementen terug te vinden. Niet zelden worden visuele als muzikale aspecten daarin met elkaar verweven. 
Moniek Darge koestert een zeer grote belangstelling voor muziekinstrumenten en muzikale tradities uit van buiten Europa. Ze ondernam verschillende reizen, onder meer naar Rwanda, Kenia, Nieuw-Zeeland, Australië, Japan, de Volksrepuliek China, Hong Kong, Thailand, Canada en Brazilië, waarbij ze veldopnames maakte. Dat muzikale materiaal integreerde ze naderhand in haar eigen werk. Licht- en klanksculpturen, installaties en en elektronische muziek nemen een belangrijke plaats in in het oeuvre van Moniek Darge. Zelf spreekt ze van ‘klankschappen’, als Nederlandse tegenhanger van het Engelse ‘soundscapes’. Omgevingsgeluiden worden daarbij gecombineerd met zelf geproduceerde klanken.
Sinds vele jaren werkt Moniek Darge aan een collectie alternatieve muziekdozen, combinaties van (gevonden) voorwerpen en (gevonden) geluiden die zowel als object als als performance gepresenteerd worden.
Moniek Darge trad en treedt verder veelvuldig op als violist en performer, zowel met eigen composities als in het werk van anderen, in improvisaties en met klankpoëzie.
Tot slot is Darge is zowel als uitvoerder als als componist nauw betrokken bij tal van projecten van Godfried-Willem Raes. Ook met andere componisten uit het het ruimere Logos Ensemble werkte ze regelmatig samen, men name Kristof Lauwers, maar ook bvb. Barbara Buchowiec en Françoise Vanhecke.